# ساختمان تقاطع زریسف و برزوئیه
ساختمان تقاطع زریسف و برزوئیه مربوط به دوره پهلوی است و در کرمان، خیابان زریسف، ابتدای برزو آمیغی واقع شده و این اثر در تاریخ ۲۸ فروردین ۱۳۸۰ با شمارهٔ ثبت ۳۷۱۹ به‌عنوان یکی از آثار ملی ایران به ثبت رسیده است.